# Мальцев, Виктор Фёдорович
Ви́ктор Фёдорович Ма́льцев (22 июня 1917, Екатеринослав — 1 октября 2003, Москва) — советский государственный и партийный деятель, дипломат. Депутат Совета Национальностей Верховного Совета СССР (1979—1989) от Эстонской ССР. Дипломатический ранг — чрезвычайный и полномочный посол.

## Биография
Трудиться начал в 1934 году электросварщиком.
Окончил Новосибирский институт военных инженеров транспорта в 1941 году, после чего занимал различные должности на Красноярской железной дороге и в Дальневосточном округе железных дорог. Член ВКП(б) с 1945 года. В 1954 году окончил Московскую академию железнодорожного транспорта.
- В 1954—1961 годах — заместитель начальника Восточно-Сибирской железной дороги,
- В 1961—1963 годах — секретарь Иркутского областного комитета КПСС,
- В 1962—1964 годах — председатель Исполнительного комитета Иркутского промышленного областного совета,
- В 1964—1965 годах — секретарь Иркутского областного комитета КПСС,
- В 1965—1967 годах — председатель Исполнительного комитета Иркутского областного совета,
- В 1967—1971 годах — чрезвычайный и полномочный посол СССР в Швеции,
- В 1971—1973 годах — чрезвычайный и полномочный посол СССР в Финляндии,
- В 1974—1977 годах — чрезвычайный и полномочный посол СССР в Индии,
- В 1977—1986 годах — первый заместитель министра иностранных дел СССР,
- В 1986—1988 годах — чрезвычайный и полномочный посол СССР в СФРЮ.

Член ЦК КПСС (1976—1989), кандидат в члены ЦК КПСС (1971—1976). Избирался депутатом Верховного Совета СССР в 1979—1989 годах.
С 1988 года в отставке, персональный пенсионер союзного значения. Похоронен в Москве на Троекуровском кладбище.

## Оценка деятельности
- Премьер-министр Индии Атал Бихари Ваджпаи в письме с соболезнованиями по поводу кончины посла написал, что Виктор Фёдорович:

«…был дорогим другом Индии. Вспоминаем его длительную и безупречную службу своей стране в качестве профессионального дипломата и высоко ценим его значительный вклад в развитие и укрепление дружбы и сотрудничества между Россией и Индией, особенно в период работы Послом СССР в Индии в 1973-77 гг., а затем первым заместителем Министра иностранных дел. 

Посол Мальцев был известен своим тонким пониманием проблем, а также дружественными чувствами и доброй волей по отношению к Индии. Его будет очень не хватать многим друзьям в Индии как в правительстве, так и вне его…»
- Лидер индийской оппозиции Соня Ганди написала:

«…В Индии его прекрасно помнят как друга и доброго человека. Как блестящий заместитель министра иностранных дел СССР он займет место в анналах истории своей страны…» 

## Награды
Награждён шестью орденами, в том числе орденами Октябрьской Революции, Трудового Красного Знамени, Дружбы народов, «Знак Почёта».